# Trycherus appendiculatus
Trycherus appendiculatus es una especie de coleóptero de la familia Endomychidae.

## Distribución geográfica
Habita en Guinea el Congo Brazzaville y la República Democrática del Congo